# If I Had You
Singles de Adam Lambert
Whataya Want from Me
(2009) Fever
(2010)
If I Had You est le 3e single du chanteur américain Adam Lambert, sorti la première fois aux États-Unis le 5 mai 2010, et issu de son premier album, For Your Entertainment. La chanson a été écrite par Max Martin, Shellback et Savan Kotecha.

## Présentation
À la suite d'un grand succès, Adam Lambert a interprété cette chanson dans de nombreux shows TV américains y compris The Ellen DeGeneres Show le 19 mai 2010, et The Tonight Show with Jay Leno le 21 mai 2010.

### Clip-vidéo
Le clip-vidéo a été diffusé la première fois aux États-Unis sur VH1 le 14 juin 2010. Bryan Barber a réalisé la vidéo, avec l'aide d'Adam Lambert. James Montgomery, présentateur de la chaîne de télévision américaine MTV, a déclaré que le clip fait ressortir ce message : « Les humains ne peuvent, en effet, laisser de côté tout le plaisir de la danse. »
Tous les amis de Lambert apparaissent dans la vidéo : Allison Iraheta, Kesha, Cheeks, Scarlett Cherry, Alisan Porter, Brooke Wendle, Terrence Spencer, Sasha Mallory et Cassidy Haley.

## Classements
| Classements (2010)        | Position |
| ------------------------- | -------- |
| Australian Singles Chart  | 4        |
| Canadian Hot 100          | 8        |
| Finnish Singles Chart     | 9        |
| German Singles Chart      | 36       |
| Mahasz                    | 1        |
| New Zealand Singles Chart | 7        |
| Poland Airplay Top 100    | 8        |
| U.S. Billboard Hot 100    | 30       |
| U.S. Mainstream Top 40    | 16       |